# Ron "Bumblefoot" Thal
Ronald Jay Blumenthal, mais conhecido como Ron "Bumblefoot" Thal, ou simplesmente Bumblefoot (Brooklyn, Nova Iorque, 25 de setembro de 1969) é um guitarrista, compositor e produtor estadunidense. Bumblefoot também é o nome de sua banda.
Após ter saído da banda de hard rock Guns N' Roses, tendo entrado no grupo em 12 de Maio de 2006, lançou seu novo disco solo intitulado Little Brother is Watching e criando um projeto com Scott Weiland, a banda Art of Anarchy. Apelidado de Bumblefoot, teve uma guitarra feita especialmente para ele pela Vigier Guitars. Ron antes de se juntar ao G N'R era conhecido por sua carreira como guitarrista solo. Juntando sua carreira como Ron Thal e como Bumblefoot, foram 9 discos lançados ao todo. Ron já participou de gravações com artistas como Mike Orlando, Christophe Godin, Richard Daude, Jordan Rudess e Jessica Simpson. Ron Thal se juntou ao Guns N' Roses em 2006, indicado à banda por ninguém menos que Joe Satriani. Em menos de 1 ano, graças à sua enorme simpatia e simplicidade, Ron Thal Bumblefoot ganhou lugar entre os fãs de GN'R, e se tornou um membro indispensável para a banda e para os próprios fãs. Apesar de ter se juntado ao GN'R em 2006, Bumblefoot gravou partes de "Chinese Democracy" e deu uma cara diferente às músicas. Deixou a banda em 2015 devido à reunião da formação clássica.

## Discografia
|                    | Year | Album                                                                                        |
| ------------------ | ---- | -------------------------------------------------------------------------------------------- |
| Como Ron Thal      | 1995 | The Adventures of Bumblefoot                                                                 |
| Como Ron Thal      | 1997 | Hermit                                                                                       |
| Como Ron Thal      | 2010 | The Adventures of Bumblefoot (15 Year Anniversary Edition)                                   |
| Como Bumblefoot    | 1998 | Hands                                                                                        |
| Como Bumblefoot    | 2001 | 9.11                                                                                         |
| Como Bumblefoot    | 2002 | Uncool                                                                                       |
| Como Bumblefoot    | 2003 | Forgotten Anthology                                                                          |
| Como Bumblefoot    | 2004 | Live At the RMA (DVD Release)                                                                |
| Como Bumblefoot    | 2005 | Normal                                                                                       |
| Como Bumblefoot    | 2008 | Abnormal                                                                                     |
| Como Bumblefoot    | 2008 | Barefoot – The Acoustic EP                                                                   |
| Como Bumblefoot    | 2011 | Bernadette (First song in a series of digitally released singles - Jan 2011)                 |
| Como Bumblefoot    | 2011 | Strawberry Fields Forever (Second song in a series of digitally released singles - Feb 2011) |
| Como Bumblefoot    | 2011 | Invisible (Third song in a series of digitally released singles - Mar 2011)                  |
| Como Bumblefoot    | 2011 | Goodbye Yellow Brick Road (Fourth song in a series of digitally released singles - Apr 2011) |
| Como Bumblefoot    | 2011 | Father (Fifth song in a series of digitally released singles - May 2011)                     |
| Como Bumblefoot    | 2011 | Cat Fight (Sixth song in a series of digitally released singles Jun 2011)                    |
| Como Bumblefoot    | 2011 | There's A Kind Of Hush (Seventh song in a series of digitally released singles - Jul 2011)   |
| Como Bumblefoot    | 2011 | Let Your Voice Be Heard (Eighth song in a series of digitally released singles - Sep 2011)   |
| Como Bumblefoot    | 2011 | The Pink Panther Theme (Ninth song in a series of digitally released singles - Dec 2011)     |
| Como Bumblefoot    | 2015 | Litlle Brother is Watching                                                                   |
| Com Guns N' Roses  | 2008 | Chinese Democracy                                                                            |
| Com Sons of Apollo | 2017 | Psychotic Symphony                                                                           |
| Com Sons of Apollo | 2020 | MMXX                                                                                         |
| Com Star One       | 2022 | Revel in Time (solo de guitarra em "Back from the Past")                                     |